# 竹北庄
竹北庄，為1941年~1945年間存在之行政區。1941年因舊港與六家兩庄部份大字併入新竹市，故將剩餘大字合併為竹北庄。庄役場設於原舊港庄役場。轄屬新竹州新竹郡。今新竹縣竹北市。

## 行政區劃
竹北庄轄域內分為舊港、番子坡、豆子埔、新社、馬麟厝、溝貝、麻園、白地粉、溪洲、新庄子、大眉、貓兒錠、六家、鹿場、芒頭埔、十興、隘口、安溪寮、犁頭山下、三崁店、東海窟、斗崙22個大字。
- 鹿場大字下有「鹿場」、「十張犁」小字名
- 六家大字下有「六家」、「番子寮」小字名
- 芒頭埔大字下有「芒頭埔」、「麻園」小字名
- 十興大字下有「十興」、「界址」小字名
- 三崁店大字下有「三崁店」、「水坑口」小字名
- 東海窟大字下有「東海窟」、「旱坑子」小字名
- 斗崙大字下有「頂斗崙」、「中斗崙」、「下斗崙」、「泉州厝」小字名
- 猫兒錠大字下有「後面」、「山脚」、「拔子窟」小字名
- 大眉大字下有「大眉」、「松柏林」小字名